# Fellowship of Southern Writers
Fellowship of Southern Writers ist eine literarische Gesellschaft, welche 1987 in Chattanooga, Tennessee gegründet wurde.
Die konstituierende Versammlung bestritten einundzwanzig Mitglieder, die sich alle zwei Jahre treffen wollten; meistens fand diese Hauptversammlung während des Chattanooga Arts & Education Concil stand.

## Mitglieder (Auswahl)
| - Dorothy Allison (1949–2024) - A. R. Ammons (1926–2001) - Madison Smartt Bell (* 1957) - Wendell Berry (* 1934) - James Dickey (1923–1997) - Ellen Douglas (1921–2012) - Rita Dove (* 1952) - Clyde Edgerton (* 1944) - Ralph Ellison (1914–1994) - Horton Foote (1916–2009) | - Shelby Foote (1916–2005) - John Hope Franklin (1915–2009) - Jim Grimsley (* 1955) - Allan Gurganus (* 1947) - Barry Hannah (1942–2010) - Edward P. Jones (* 1950) - Yusef Komunyakaa (* 1947) - Robert Morgan (* 1944) - Lewis Nordan (1939–2012) - Marsha Norman (* 1947) | - Walker Percy (1916–1990) - Wyatt Pruntty (* 1947) - William Styron (1925–2006) - Peter Taylor (1917–1994) - Natasha Trethewey (* 1966) - Alfred Uhry (* 1936) - Ellen Bryant Voigt (* 1943) - Robert Penn Warren (1905–1989) - Eudora Welty (1909–2001) - C. Vann Woodward (1908–1999) |

## Ausgelobte Preise
- The Hillsdale Prize for Fiction
- The Bryant Family Foundation Award for Drama
- The Hanes Prize for Poetry